# Minden kezdet nehéz (Glee)
A Minden kezdet nehéz (Pilot) a Glee – Sztárok leszünk! (Glee) című amerikai filmsorozat legelső epizódja. 
Az Amerikai Egyesült Államokban először az Fox csatorna sugározta 2009. május 19-én. Az epizód kibővített rendezői változata 2009. szeptember 2-án került adásba. Magyarországon először az RTL Klub tűzte ki műsorára 2010. augusztus 28-án, majd közvetlenül utána a második részt is. 
A részt a sorozat megalkotója, Ryan Murphy rendezte és ő is írta, Brad Falchukkal és Ian Brennannel. Murphy választotta ki, hogy mely dalok csendüljenek fel a sorozat nyitó epizódjában. Fenn akarta tartani a középutat a színpadias dalok és a könnyűzenei slágerek között.

## Az epizód cselekménye
Az Ohio állambeli Lima városában áll a William McKinley Gimnázium, melyben egyfajta kasztrendszer uralkodik: meg van határozva, kik a menők és kik a lúzerek. Amikor egy nap a kórus vezetőjét, Sandy Ryersont kényes okokból elbocsátják, a spanyoltanár, Will Schuester szeme felcsillan: eszébe jut, hogy annak idején ő is az iskolai énekkar tagja volt, és nagy sikereket ért el. Persze akkoriban más idők jártak, még nem volt "ciki" énekelni a gimiben. Mivel az iskola halk szavú igazgatója, Figgins csak egy bizonyos összegért egyezik bele, hogy a kórus újra működjön, és a sikereket sorra halmozó pompomcsapat a győzelemért bármire képes, elszánt és nagyhatalmú edzője, Sue Sylvester azonnal vetélytársként tekint Willre; a felesége, Terri sem rajong az ötletért, hogy Will még többet dolgozzon ott, ahol nem keres eleget, hogy gyereket vállalhassanak. Egyedül az iskola csinos, bociszemű, félénk életvezetési tanácsadója, Emma Pillsburry támogatja a férfit mindenben, mivel nyilvánvalóan gyengéd érzelmeket táplál iránta. Mi több, jelentkezik kísérőtanárnak. Így hiába az akadály, a tiltakozás és a fenyegetés, Will belevág a dologba, és az iskolában kiteszi a jelentkezési lapot a New Directions (magyarul: Új irányok) kórusba.
A jelentkezők közt van Rachel Berry, az elszánt sztárpalánta, aki mindent megtenne, hogy elérje a célját, és híres előadóművész váljon belőle. Erre utal, hogy a szignója mellé mindig aranycsillagot ragaszt. Születése óta két meleg férfi neveli, és habár egyikük fekete, valahogy senki sem tudja, melyikük is Rachel vér szerinti apja. A lány naponta frissíti éneklős videóit az interneten, várva, hogy felfigyelnek rá, de vagy észre sem veszik, vagy kigúnyolják, amiért nem a menő csorda tagja. A lány a Senkim már című dallal mutatkozik be A nyomorultak című musicalből.
Kurt Hummel is jelentkezik az énekkarba. A magas hangú, igényesen öltöző és látszólag magabiztos fiút nap mint nap nyilvánvaló homoszexualitása miatt gúnyolják. A jelentkezéskor a Mr. Celofán című dalt énekli el a Chicago című musicalből. Az Aretha Franklint idéző, temperamentumos Mercedes Jones a Respect (magyarul: Tisztelet) című dallal nyit. A félénk, dadogós, goth stílusban öltöző Tina Cohen-Chang pedig Katy Perry I Kissed a Girl-jével (magyarul: Megcsókoltam egy lányt) mutatkozik be. Szintén kórustag válik Artie Abramsből, egy tolókocsis, mégis életvidám srácból, aki nem csak énekel, de gitározik is.
A focicsapat egyik oszlopos tagjának, Finn Hudsonnak a lelkét sok minden nyomja. Az apja az iraki háborúban halt meg, az édesanyja egyedül neveli, és zenei tehetsége kimerül a dobolásban, amit szintén csak hobbiként űz. Éneklési tehetsége kiskora óta feledésbe merült. A gimiben a menők csoportjába tartozik, így gyakran ő is részt vesz a "lúzerek" gúnyolásában, piszkálásában, de nem érzi jól magát ebben a helyzetben.
Will érzi, hogy az eleinte csetlő-botló énekkarnak több fiúra van szüksége, hogy a kórus fennmaradjon, így Ken Tanakához, a focicsapat edzőjéhez fordul. Ken, aki a Will után vágyakozó Emmáról álmodozik, pár jó szóért cserébe segít Willnek. Azonban a focicsapat nem veszi komolyan az énekkar lehetőségét. A férfi összefut a kórus korábbi vezetőjével, Sandyvel, aki, mint kiderült, felcsapott drogdílernek, és ad is egy kis kóstolót a tiltakozó Willnek az orvosi marihuánából.
Amikor Will balsorsán bánkódik a focicsapat öltözőjében, meghallja a zuhany alatt a éneklő Finnt (REO Speedwagon: Can't Fight This Feeling magyarul: Nem tudom legyőzni ezt az érzést), akinek csiszolatlan hangját kissé elnyomja a zubogó víz, de Will azonnal meglátja benne a tehetséget. Nem is kell több, hogy becsempéssze a Sandytől kapott füvet Finn táskájába, és választás elé állítsa a fiút: ha Finn nem csatlakozik a kórushoz, Will elmondja az igazgatónak, hogy kábítószert birtokolt. Finn egyik pillanatról a másikra énekpróbán találja magát (Grease: Belehalok). Hamarosan Rachel is megkörnyékezi, mire ő benyögi, hogy barátnője van, mégpedig a szurkolócsapat és a cölibátus klub vezetője, a népszerű és angyali Quinn Fabray. Azt persze nem árulja el, hogy a lány nem hajlandó nemi életet élni vele. Később Finnt nyilvánosan megalázzák a saját csapattársai, amiért a lúzerekkel énekel.
Will és Emma, valamint az újonnan megalakult glee klub elmennek megnézni a legutóbbi regionális énekverseny nyertesének fellépését. Mindannyiukban a megdöbbenés és az ijedtség érzése vetekedik, miután tátott szájjal végignézik a Vokál Adrenalin dinamikus produkcióját (Amy Winehouse: Rehab magyarul: Elvonó).
Willt a felesége, Terri nagy hírrel várja otthon: végre sikerült teherbe esnie. A kis család nagyon boldog, de Will kénytelen elfogadni Terri ajánlatát, hogy tanítás helyett vállaljon egy jobban fizető állást, mint könyvelő. Will tudatja a csapattal, hogy távozik az iskolából, mire Finn úgy érzi, ennyivel megúszta a dolgot: mégsem kell énekelnie. Rachel jól le is teremti, amikor nem jelenik meg a próbán. Amikor azonban Finn csapattársai heccből egy mozgássérülteknek fenntartott mobil WC-be zárják Artie-t, Finn közli a többi focistával, hogy túl messzire mentek, és úgy dönt, mégis folytatja az éneklést.
Mikor Will felmond, Emma megpróbálja meggyőzni, hogy maradjon. Mutat neki egy régi felvételt, amin Will táncol és énekel az akkori kórussal. A férfi bevallja, hogy addig, amíg nem tudta, hogy apa lesz, az volt a legboldogabb pillanat az életében. "Akkor gondoskodsz igazán a családodról, ha megtanítod a gyerekednek, hogy csak szenvedéllyel érdemes élni az életet" – érvel Emma. Viszont Will nem gondolja meg magát egészen addig, amíg meg nem hallja, hogy a próbateremben előadás folyik. A hattagú énekkar a Journey Don't Stop Believing (magyarul: Higgy benne tovább) című dalát adja elő, lelkesen, mindent beleadva. Finn csapattársai és a pompomlányok messziről figyelik, ahogy Will végleg kimondja: marad.

## Főszereplők
- Dianna Agron – Quinn Fabray
- Chris Colfer – Kurt Hummel
- Jessalyn Gilsig – Terri Schuester
- Jane Lynch – Sue Sylvester
- Jayma Mays – Emma Pillsburry
- Kevin McHale – Artie Abrams
- Lea Michele – Rachel Berry
- Cory Monteith – Finn Hudson
- Matthew Morrison – William Schuester
- Amber Riley – Mercedes Jones
- Mark Salling – Noah "Puck" Puckerman
- Jenna Ushkowitz – Tina Cohen-Chang

## Mellékszereplők
- Naya Rivera – Santana Lopez
- Stephen Tobolowsky – Sandy Ryerson
- Patrick Gallagher – Ken Tanaka
- Iqbal Theba – Principal Figgins
- Romy Rosemont – Carole Hudson
- Ben Bledsoe – Hank Saunders
- Justin Gaston – Focista fiú

## Külföldi epizódcímek
- Angol: Pilot (Bevezető)
- Olasz: Voci fuori dal coro (Hangok a kóruson kívül)
- Spanyol: Piloto (Bevezető)

## Külső hivatkozások
- Minden kezdet nehéz (Glee) az Internet Movie Database oldalon (angolul)